# Dryopteris auriculata
Dryopteris auriculata là một loài thực vật có mạch trong họ Dryopteridaceae. Loài này được (L.) Kuntze miêu tả khoa học đầu tiên năm 1891.